# Pôle européen de gestion et d'économie

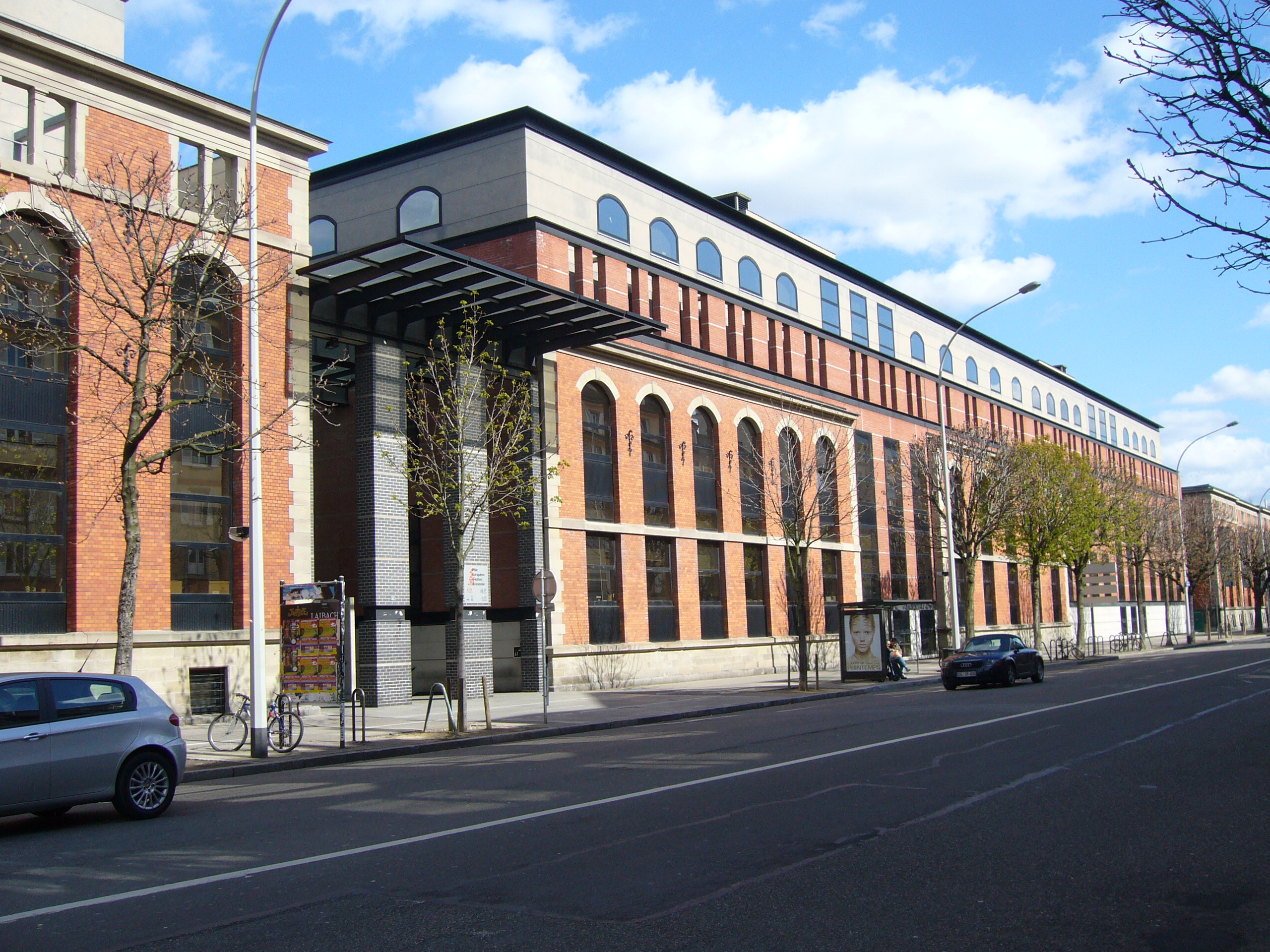
PEGE

Le Pôle européen de gestion et d'économie ou PEGE est un bâtiment de l'Université de Strasbourg. Le PEGE rassemble l'EM Strasbourg Business School et la Faculté des sciences économiques et de gestion de Strasbourg.
Situé en bordure du Campus central de Strasbourg, le PEGE s'étend sur 26 000 m2 répartis sur quatre niveaux. Le bâtiment a été construit sur des anciennes subsistances militaires. L'ancienne cheminée géante de la chaufferie et quelques murs ont été ainsi restaurées et conservées comme trait d'union entre le passé et le présent. La nouvelle architecture impose un style moderne avec des façades de brique rouge ornées de verre et d'acier.
L'inauguration avec la première rentrée a eu lieu en septembre 1999. Face à la hausse sensible du nombre d'étudiants depuis quelques années, des travaux d'agrandissements sont entrepris depuis 2017 et se sont terminées en 2021.

## Les locaux et infrastructures
- 9 amphithéâtres,
- 70 salles de cours,
- 20 salles informatiques,
- le Centre de Ressources de Langues (CRL),
- la salle de marchés dans les locaux de la faculté des sciences économiques et de gestion,
- le Bureau d'Économie Théorique et Appliquée (BETA), rattaché à la faculté des sciences économiques et de gestion,
- le laboratoire Humanis, Humans and Management in Society, rattaché à l'EM Strasbourg Business School,
- le Laboratoire de Recherche en Gestion et Économie (LARGE),
- le Laboratoire d'Économie Expérimentale de Strasbourg (LEES),
- un service de restauration et une cafétéria étudiante,
- un parking,
- une bibliothèque.

## Les effectifs
- 5 500 étudiants
- 150 professeurs et maîtres de conférences
- 200 chercheurs
- près de 500 intervenants professionnels